# Bekaa Kafra

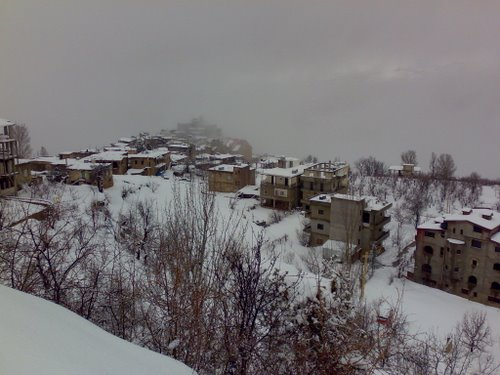
Bekaa Kafra durante o inverno.

Bekaa Kafra (em árabe: بقاع كفرا) é uma vila libanesa localizada no Distrito de Bsharri no norte do Líbano. Bekaa Kafra está próxima à vila de Bsharri no Vale do Kadisha. É a terra natal de São Charbel. Bekaa Kafra tem altitude que varia ente 1500 m to 2000 m em seu ponto mais alto, tornando-a oficialmente a localidade mais alta do Líbano e de todo o Oriente Médio.

## Etimologia
O nome do Bekaa Kafra vem do siríaco e significa "lugar plano" e a vila que tem um conselho municipal.

## Clima
Bekaa Kafra possui clima mediterrânico com verões moderadamente quentes e secos e invernos frios com muita neve. A região é fria no inverno por duas razões: sua localização no norte do Líbano e sua grande altitude.

## A vila mais alta do Líbano
Os habitantes de Bekaa Kafra consideram-na a localidade mais alta do Líbano e de todo o Oriente Médio, ou pelo menos uma das mais altas, por estar entre 1450 a 1620 metros de altitude.